# ماي أول أميريكان
ماي أول أميريكان (بالإنجليزية: My All American)‏ هو فيلم درامي رياضي أمريكي تم إنتاجه 2015 وهو من إخراج أنجلو بيتزو وبطولة آرون إيكهارت وفين ويتروك وروبن توني وسارة بولغر، الفيلم يتكلم عن قصة لاعب كرة قدم أمريكية اسمه فريدي ستاينمارك الذي تواجد في سنوات عقد الستينات.

## روابط خارجية
- ماي أول أميريكان على موقع IMDb (الإنجليزية)
- ماي أول أميريكان على موقع ميتاكريتيك (الإنجليزية)
- ماي أول أميريكان على موقع روتن توميتوز (الإنجليزية)
- ماي أول أميريكان على موقع نتفليكس (الإنجليزية)
- ماي أول أميريكان على موقع قاعدة بيانات الأفلام العربية
- ماي أول أميريكان على موقع ألو سيني (الفرنسية)
- ماي أول أميريكان على موقع أول موفي (الإنجليزية)
- ماي أول أميريكان على موقع بوكس أوفيس موجو (الإنجليزية)
- ماي أول أميريكان على موقع فيلمافينيتي (الإسبانية)
- ماي أول أميريكان على موقع قاعدة بيانات الفيلم (الإنجليزية)